# Programmation du Main Square Festival
La programmation du Main Square Festival compile les groupes et artistes étant venus sur scène durant le Main Square Festival à Arras. L'édition 2014 est la dixième du festival, la cinquième à la Citadelle Vauban après les cinq premières sur la Grand'Place d'Arras.
Durant les éditions de la Grand Place, le festival n'était doté que d'une scène. Lorsqu'il a été délocalisé à la Citadelle, il s'est doté d'une deuxième scène. La première est la Main Stage, d'une capacité maximale de 35 000 places. La deuxième est la Green Room, d'une capacité de 5 000 places en 2010 et de 15 000 depuis 2011.
En 2019, une nouvelle scène, Le Bastion, fait son apparition. Réservée aux artistes de la région, elle a une capacité de 3 000 spectateurs,. 

## Grand Place

### 2004
Samedi 3 juillet : Gomm et Placebo

### 2006
Artistes présents.
| Vendredi 30 juin           | Samedi 1er juillet              |
| -------------------------- | ------------------------------- |
| - Depeche Mode - Goldfrapp | - Muse - The Kooks - Second Sex |

### 2007
Artistes présents.
| Vendredi 29 juin              | Samedi 30 juin                      |
| ----------------------------- | ----------------------------------- |
| - Tryo - Ayo - The Sunshiners | - Indochine - Air - Peter Von Poehl |

### 2008
Artistes présents.
| Vendredi 4 juillet                                                        | Samedi 5 juillet                                                                 | Dimanche 6 juillet                                               |
| ------------------------------------------------------------------------- | -------------------------------------------------------------------------------- | ---------------------------------------------------------------- |
| - The Chemical Brothers - Underworld - Justice - Boys Noize - 2 Many DJ's | - Mika - The Kooks - BB Brunes - The Hoosiers - Panic! At The Disco - Digitalism | - Radiohead - Sigur Ros - The Dø - The Wombats - Vampire Weekend |

### 2009
Artistes présents.
| Jeudi 2 juillet                                      | Vendredi 3 juillet                                                                  | Samedi 4 juillet                                                                 | Dimanche 5 juillet                                                                             |
| ---------------------------------------------------- | ----------------------------------------------------------------------------------- | -------------------------------------------------------------------------------- | ---------------------------------------------------------------------------------------------- |
| - Coldplay - The Ting Tings - Amy McDonald - M. Ward | - Kanye West - Lily Allen - Phoenix - Birdy Nam Nam - Yuksek - Boys Noize - Ace Out | - Placebo - Kaiser Chiefs - Bloc Party - Gossip - Ghinzu - Crookers - Expatriate | - Lenny Kravitz - Moby - Franz Ferdinand - Duffy - Katy Perry - Justin Nozuka - Michael Franti |

## Citadelle Vauban

### 2010
Artistes présents.

#### Main Stage
| Vendredi 2 juillet                                                          | Samedi 3 juillet                                                                         | Dimanche 4 juillet                                     |
| --------------------------------------------------------------------------- | ---------------------------------------------------------------------------------------- | ------------------------------------------------------ |
| - Black Eyed Peas - David Guetta - Jamiroquai - La Roux - Pony Pony Run Run | - Pearl Jam - Ben Harper - -M- - Phoenix - Julian Casablancas - Lilly Wood and the Prick | - Rammstein - Pink - Gossip - Stereophonics - Yeasayer |

#### Green Room
| Vendredi 2 juillet                                                              | Samedi 3 juillet | Dimanche 4 juillet                                                                         |
| ------------------------------------------------------------------------------- | --- | ------------------------------------------------------------------------------------------ |
| - Vitalic - Bloody Beetroots Death Crew 77 - Something a la Mode - Curry & Coco | - APM001 - Taylor Hawkins and the Coattail Riders - Gomez - Coheed and Cambria - Angus & Julia Stone - Gush - TV Glory | - Florence and the Machine - Delphic - Patrick Watson - The Bewitched Hands - Skip the Use |

### 2011
Artistes présents.

#### Main Stage
| Vendredi 1er juillet | Samedi 2 juillet                                                                            | Dimanche 3 juillet                                                                      |
| --- | ------------------------------------------------------------------------------------------- | --------------------------------------------------------------------------------------- |
| - Linkin Park - The Chemical Brothers - Queens of the Stone Age - Limp Bizkit - Shaka Ponk - The Glaslight Anthem - The Pretty Reckless | - Arcade Fire - Moby - The National - Kaiser Chiefs - White Lies - Yodelice - Triggerfinger | - Coldplay - Portishead - PJ Harvey - Elbow - Bruno Mars - Charles Bradley - Rival Sons |

#### Green Room
| Vendredi 2 juillet                                                                                         | Samedi 3 juillet | Dimanche 4 juillet                                                                                       |
| --- | --- | --- |
| - Martin Solveig - Beady Eye - Eels - Selah Sue - Tame Impala - Jenny & Johnny - Warpaint - Welling Walrus | - Kasabian - Two Door Cinema Club - Jimmy Eat World - Fleet Foxes - Aloe Blacc - Everything Everything - The Shoes - Mai | - Underworld - Magnetic Man - Cold War Kids - Julian Perretta - Puggy - I Blame Coco - Evaline - Manceau |

### 2012[4]

#### Main Stage
| Vendredi 29 juin                                                                     | Samedi 30 juin                                                                                            | Dimanche 1er juillet                                                                                         |
| ------------------------------------------------------------------------------------ | --- | --- |
| - Kasabian - Garbage - Justice - Simple Minds - The Subways - The Maccabees - The XX | - Pearl Jam - X - Florence and the Machine - Skip the Use - Within Temptation - Birdy Nam Nam - The Kooks | - Gaz Coombes - Blink-182 - Incubus - Shaka Ponk - The All-American Rejects - Étienne de Crécy - Wiz Khalifa |

#### Green Room
| Vendredi 29 juin                                                                                              | Samedi 30 juin                                                                                     | Dimanche 1er juillet |
| --- | -------------------------------------------------------------------------------------------------- | --- |
| - Lolito - Chase & Status - Metronomy - Brigitte - Greenshape - Stuck in the Sound - Electric Guest - Editors | - La Moustache de Martin PinPin - Revolver - Miles Kane - Miyavi - Izia - The Rapture - Kreayshawn | - Girl's Toys - Noah and The Whale - Ben Howard - M83 - Michael Kiwanuka - Beat Assailant - The Mars Volta - The Young Professionals |

### 2013
Artistes présents.

#### Main Stage
| Vendredi 5 juillet                                                                         | Samedi 6 juillet                                                          | Dimanche 7 juillet                                                        |
| ------------------------------------------------------------------------------------------ | ------------------------------------------------------------------------- | ------------------------------------------------------------------------- |
| - Green Day - The Prodigy - Thirty Seconds to Mars - Biffy Clyro - Rival Sons - Twin Forks | - Sting - C2C - The Hives - Saez - Local Natives - Mike and the Mechanics | - Indochine - Archive - Stereophonics - Puggy - Volbeat - Charles Bradley |

#### Green Room
| Vendredi 5 juillet                                                                                            | Samedi 6 juillet                                                                     | Dimanche 7 juillet                                                               |
| --- | ------------------------------------------------------------------------------------ | -------------------------------------------------------------------------------- |
| - Netsky - Enter Shikari - Bloc Party - Modestep (annulé, remplacé par Starvage) - Haim - Balthazar - Candide | - Madeon - Deus - Alt-J - Asaf Avidan - Of Monsters and Men - Kodaline - Klink Clock | - Wax Tailor - Kendrick Lamar - Lou Doillon - La Femme - Left Boy - Feini-X Crew |

### 2014[6]

#### Main Stage
| Jeudi 3 juillet                                    | Vendredi 4 juillet                                                              | Samedi 5 juillet                                                                      | Dimanche 6 juillet                                                                         |
| -------------------------------------------------- | ------------------------------------------------------------------------------- | ------------------------------------------------------------------------------------- | ------------------------------------------------------------------------------------------ |
| - Iron Maiden - Alice in Chains - Mastodon - Ghost | - The Black Keys - Franz Ferdinand - Imagine Dragons - Triggerfinger - Skrillex | - Paul Kalkbrenner - Stromae - Jack Johnson - MGMT - The John Buttler Trio - Yodelice | - David Guetta - -M- - Détroit - The Parov Stelar Band - Rodrigo y Gabriela - Keziah Jones |

#### Green Room
| Vendredi 4 juillet                                                               | Samedi 5 juillet                                                             | Dimanche 6 juillet                                                          |
| -------------------------------------------------------------------------------- | ---------------------------------------------------------------------------- | --------------------------------------------------------------------------- |
| - Gesaffelstein - Woodkid - Anna Calvi - Bombay Bicycle Club - Twenty One Pilots | - Disclosure - Foals - The 1975 - Allen Stone (en) - Arsenal - Alec Benjamin | - Bakermat - London Grammar - Girls in Hawaii - James Arthur - Nina Nesbitt |

### 2015

#### Main Stage
| Vendredi 3 juillet                                           | Samedi 4 juillet                                                          | Dimanche 5 juillet                                                                                      |
| ------------------------------------------------------------ | ------------------------------------------------------------------------- | --- |
| - Patrice - Hozier - The Script - Lenny Kravitz - Shaka Ponk | - Circa Waves - Twin Atlantic - Rival Sons - Skip the Use - Muse - Madeon | - Rudimental - Tiken Jah Fakoly - IAM - Lilly Wood and the Prick - Mumford and Sons - Pharrell Williams |

#### Green Room
| Vendredi 3 juillet                                                                                      | Samedi 4 juillet                                                        | Dimanche 5 juillet                                                                                  |
| --- | ----------------------------------------------------------------------- | --------------------------------------------------------------------------------------------------- |
| - The Arrogants - Sheppard - Lindsey Stirling - Isaac Delusion (remplace George Ezra) - Kodaline - Rone | - A-Vox - Coasts - BRNS - James Bay - Royal Blood - Charli XCX - Fakear | - Tim Fromont Placenti - Josef Salvat - ILoveMakonnen - Oscar and the Wolf - Sam Smith - The Avener |

### 2016
- Vendredi 1er juillet :
- Main Stage : Iggy Pop, Disclosure, Louise attaque, Jake Bugg, Ellie Goulding
- Green Room : Cayman Kings, The London Souls, Yelawolf, Jeanne Added, Flume, Boys Noize

- Samedi 2 juillet :
- Main Stage : Macklemore & Ryan Lewis, The Offspring, Birdy Nam Nam, Lonely the Brave, Mass Hysteria, Walk off the Earth,
- Green Room : Cardri, Bear's Den, Nathaniel Rateliff, Marina Kaye, X Ambassadors, Nekfeu, Salut c'est cool

- Dimanche 3 juillet :
- Main Stage : The Struts, Last Train, Band of Horses, Ghinzu, Editors, Les Insus
- Green Room : EVRST, Tiggs Da Author, A-Vox, LEJ, Years & Years, Odesza

### 2017
- Vendredi 30 juin : System of a Down, Biffy Clyro, Vitalic ODC Live, Machine Gun Kelly, Above and Beyond, Frank Carter and the Rattlesnakes, Don Broco, The Inspector Cluzo
- Samedi 1er juillet : Major Lazer, Die Antwoord, Jain, Kaleo, Kungs, Dirtyphonics, Xavier Rudd, June Bug
- Dimanche 2 juillet : Radiohead, Savages, La Femme, Seasick Steve, Mark Lanegan Band, Highly Suspect

### 2018
| Vendredi 6 juillet                                                          | Samedi 7 juillet                                                   | Dimanche 8                                                    |
| --------------------------------------------------------------------------- | ------------------------------------------------------------------ | ------------------------------------------------------------- |
| The Breeders Damian "Jr. Gong" Marley Gojira Queens of the Stone Age Nekfeu | Courteneers Wolf Alice BB Brunes Liam Gallagher Depeche Mode Feder | Youngr Loïc Nottet Nothing But Thieves IAM Jamiroquai Orelsan |

| Vendredi 6 juillet                                      | Samedi 7 juillet                                                                           | Dimanche 8 juillet                                                      |
| ------------------------------------------------------- | ------------------------------------------------------------------------------------------ | ----------------------------------------------------------------------- |
| Baasta! PVRIS Roméo Elvis Pleymo Jungle Paul Kalkrenner | Okay Monday Black Foxxes Kid Francescoli Basement Oscar & The Wolf The Blaze Boris Brejcha | Double T The Hunna Tom Walker Girls in Hawaii Portugal. The Man Justice |

### 2023
| Scènes     | Vendredi 30 juin                                              | Samedi 1er juillet                                                         | Dimanche 2 juillet                                           |
| ---------- | ------------------------------------------------------------- | -------------------------------------------------------------------------- | ------------------------------------------------------------ |
| Main Stage | - City and Colour - Izïa - Maroon 5 - Damso                   | - Dirty Honey - Royal Republic - Aya Nakamura - Orelsan - Lost Frequencies | - Ko Ko Mo - Suzane - Fever 333 - Maccklemore - David Guetta |
| Green Room | - The Luka State - Calum Scott - Anna Calvi - Tiakola - Kungs | - Hot Milk - Nova Twins - The Rose - Hamza - Apashe - Vitalic live         | - Sir Chloe - Joé Dwèt Filé - BBNO$ - Spoon - John Butler    |

### 2024
4-7 juillet
| Scènes     | Jeudi                                                                  | Vendredi | Samedi                                                                                  | Dimanche                                                                                          |
| ---------- | ---------------------------------------------------------------------- | --- | --------------------------------------------------------------------------------------- | ------------------------------------------------------------------------------------------------- |
| Main Stage | - Patrice - Louis Tomlinson - Sean Paul - Placebo - Vladimir Cauchemar | - Nathaniel Rateliff & The Night Sweats - Nothing but Thieves - Ninho - Bring Me the Horizon - Armin van Buuren | - The Snuts (en) - Zara Larsson - Deluxe - Sam Smith - Justice                          | - Christone « Kingfish » Ingram - Bombay Bicycle Club - Tom Odell - Avril Lavigne - Lenny Kravitz |
| Green Room | - Gaumar - Bianca Costa - Dystinct - Luther - Zola                     | - Yonaka - LANDMVRKS - The Warning - Josman - The Blaze                                                         | - Talk - Against The Current - Pierre de Maere - Eddy de Pretto - Alonzo - Irène Drésel | - Psychedelic Porn Crumpets (en) - Ronisia - Bekar - Zaho de Sagazan - Mosimann                   |

### 2025
4-6 juillet
| Scènes     | Vendredi                                                          | Samedi | Dimanche                                                                         |
| ---------- | ----------------------------------------------------------------- | --- | -------------------------------------------------------------------------------- |
| Main Stage | - Dasha - Clara Luciani - Bigflo et Oli - Deftones - Rüfüs Du Sol | - The Backseat Lovers (en) - David Kushner (singer-songwriter) (en) - Gracie Abrams - Julien Doré - Martin Garrix | - Peter Cat Recording Co. - Marcel et son orchestre - Lamomali - Mika - DJ Snake |
| Green Room | - Jolagreen23 - Wunderhorse (en) - Hervé - Last Train - Luidji    | - Aziya (en) - Alessi Rose (en) - Pierre Garnier - BEN plg - Folamour                                             | - Almost Monday (en) - Franglish - Mark Ambor - L'Impératrice                    |